# Zora Folley
Zora Folley (1932-1972) fue un boxeador estadounidense de peso pesado.
Nacido en Dallas, Texas, se mudó con su familia a Chandler, Arizona, en 1942, donde creció jugando béisbol. Al entrar al ejército en 1948 empezó a boxear y ganó al poco tiempo todos los títulos militares de este deporte. Luego de combatir en Corea fue licenciado en 1953.
En ese momento firmó un contrato para boxear profesionalmente ganando su primera pelea contra Jimmy Ingram, luego de un empate ganó 17 combates consecutivos hasta que fue derrotado por Johnny Summerlin. Aunque considerado un retador importante nunca logró pactar un combate con el campeón de ese entonces Floyd Patterson y recién en 1967 tuvo oportunidad de pelear por el título. Fue el 22 de marzo en el Madison Square Garden de Nueva York ante Muhammad Ali. Folley fue noqueado en el séptimo asalto luego de protagonizar uno de los combates más memorables de la época. Folley siguió peleando hasta 1970 y se retiró luego de ser noqueado por Mac Foster.
Folley, de origen afroamericano, siempre fue considerado un ciudadano ejemplar y hombre de familia. Tuvo 8 hijos con su esposa Joella.  
Folley murió en circunstancias que nunca fueron completamente esclarecidas a raíz de heridas recibidas en la cabeza mientras se encontraba en Tucson, Arizona, visitando a un amigo. La muerte fue clasificada como accidental por las autoridades.  
Su estadísticas finales fueron 79 victorias (43 nocaut), 11 derrotas y 6 empates.
- Datos: Q220464
- Multimedia: Zora Folley / Q220464